# CGN-42-Klasse

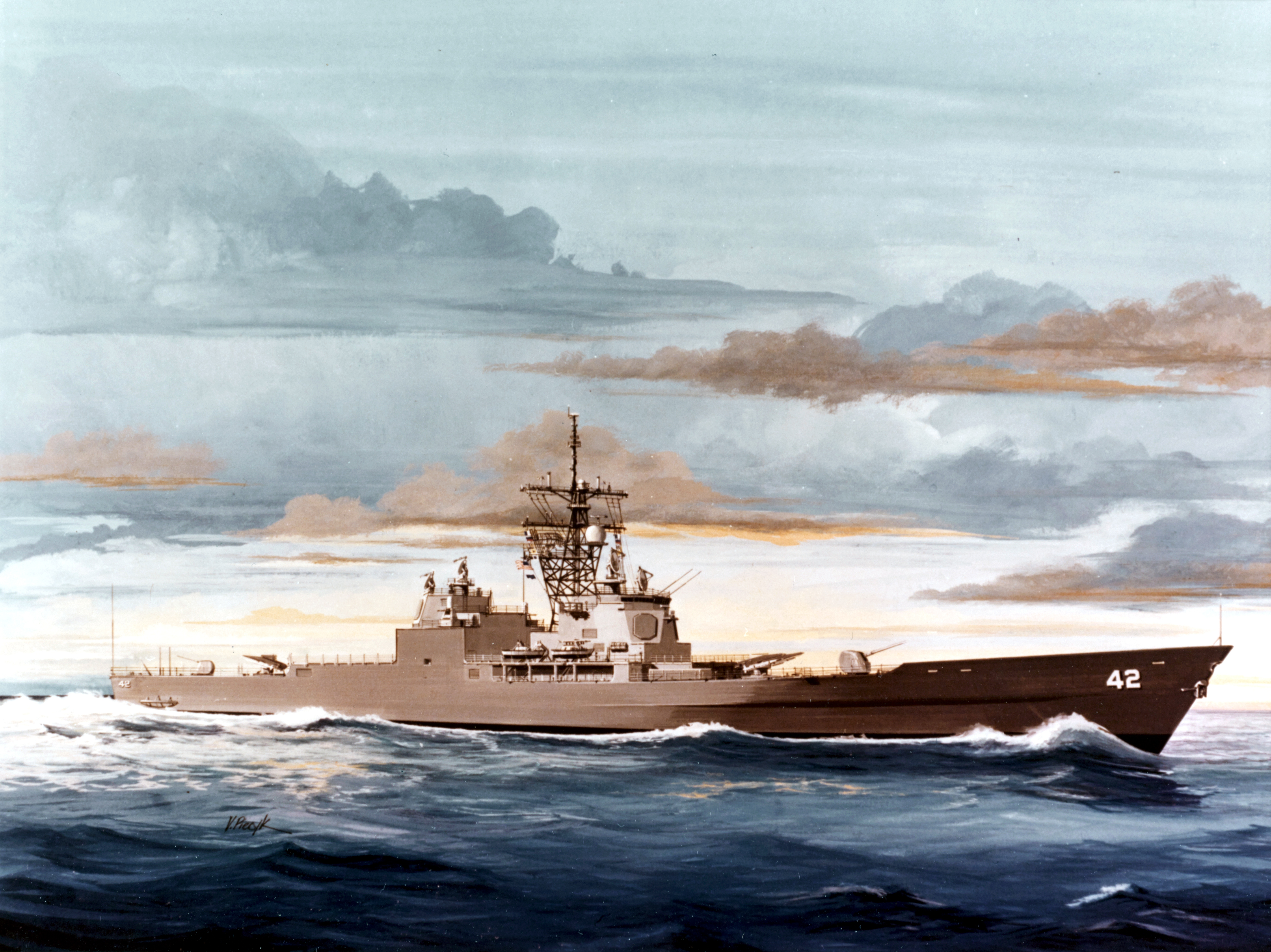
Mögliches Aussehen der CGN-42-Klasse

Die CGN-42-Klasse war eine Klasse geplanter, aber nie verwirklichter Lenkwaffenkreuzer der United States Navy. Die auf der Virginia-Klasse basierenden Schiffe sollten die Vorteile des Aegis-Kampfsystems mit der Reichweite eines Atomkreuzers kombinieren. Aufgrund der voraussichtlich hohen Stückkosten, entschied sich die Marine jedoch zur Anschaffung der konventionell getriebenen Kreuzer der Ticonderoga-Klasse.

## Geschichte
Die Planungen für die Schiffsklasse begannen Anfang der siebziger Jahre, als die US-Marine die Möglichkeiten des neu entwickelten Aegis-Kampfsystems erkannte. Die Marine untersuchte ab 1974 zwei Konzepte zu Unterbringung des Systems auf nuklear angetriebenen Schiffen: das „Strike Cruiser, Nuclear Powered“-Konzept, das eine Klasse von Kreuzern mit etwa 17.000 tn.l. Verdrängung sowie einer umfangreichen Bewaffnung zur Abwehr von Luftfahrzeugen, Flugkörpern und Schiffen vorsah sowie eine Modifizierung der Virginia-Klasse, von der bisher vier Schiffe genehmigt worden waren.
Erste Planungen sahen den Bau von 20 Schiffen der Klasse zwischen 1986 und 1995 vor, die die Bildung von sechs rein nuklear angetriebenen Zwei-Flugzeugträger-Kampfgruppen ermöglicht hätten. 1974 wurden für das Finanzjahr 1975 umfangreiche Mittel für den Bau weiterer Atomkreuzer genehmigt, unter anderem auch für den Bau von vier Schiffen der neuen CGN-42-Klasse. Am 13. Februar 1976 strich Präsident Jimmy Carter jedoch alle Mittel für den Bau weiterer Atomkreuzer, so auch für die CGN-42-Klasse. 1978 genehmigte der Senat zwar noch einmal 180 Millionen US-Dollar für weitere Konstruktionen, die Genehmigung für den Bau der zwischen 1,3 und 1,5 Milliarden US-Dollar teuren Schiffe wurde aber 1981 nicht erteilt. 1983 wurde das gesamte Programm dann endgültig eingestellt, stattdessen wurde der Bau der konventionell getriebenen und kostengünstigeren Ticonderoga-Klasse forciert.

## Technik
Die Schiffe, die die gleichen Abmessungen wie die Kreuzer der Virginia-Klasse haben sollten, sollten über das Aegis-System mit vier Flächenradarantennen an den Aufbauten verfügen. Für die Unterwasserortung sollten sie mit einem Schleppsonar ausgerüstet werden, zur Bekämpfung feindlicher U-Boote waren zwei LAMPS-III-Hubschrauber in einem festen Hangar vorgesehen. Die Luftabwehrbewaffnung aus 122 Standard Missiles sowie Marschflugkörpern für Angriffe auf Landziele sollten in einem Vertical Launching System untergebracht werden.